# Kilsund
58°33′25″N 8°58′32″Ø / 58.55694°N 8.97556°Ø
Kilsund er en  by i Arendal kommune i Agder fylke i Norge, som tidligere var kommunecenter i den tidligere  Flosta kommune. Den ligger  på begge sider af Kilsundfjorden, på øerne  Tverrdalsøya og Flostaøya. Byen har  719 indbyggere (1. januar 2012).
Kilsund har en del gammel boligbebyggelse som stammer fra sejlskudetiden. 
Kilsund Dampsav blev anlagt i 1860 og var i drift i 100 år. 
Flosta skole som blev bygget i 2007/08 ligger i byområdet Kilsundskogen. 
Hvert år arrangeres den historiske Flostaregattaen, som foregår den første weekend i juli.
Flostareggataen blev i 2012 arrangeret for 64. gang.